# Marc Janson
Pour les articles homonymes, voir Janson.
Marc Janson est un peintre français né à Uccle le 21 janvier 1930 et mort à Paris le 12 janvier 2022, dont l'œuvre onirique et très personnelle se situe dans une proximité formelle avec ce que l'on trouve dans certaines productions des artistes affiliés au mouvement surréaliste. 

## Biographie
Marc Janson vivait à Paris à partir de 1948 avec de nombreux séjours prolongés dans le Roussillon.
Nombreuses expositions personnelles et de groupe, œuvres acquises par le FNAC, présentation au public au Musée d'art moderne de la ville de Paris,,,,,. 